# GDDR
GDDR SDRAM (de las siglas en inglés Graphics Double Data Rate 2 Synchronous Dynamic Random-Access Memory algunas veces referido como GDDR1) fue un tipo de memoria SDRAM diseñada para tarjetas gráficas y, al igual que la memoria RAM del ordenador, funcionaba según el estándar DDR, enviando dos bits por cada ciclo de reloj, pero en este caso los módulos de memoria GDDR se optimizaron para lograr altas frecuencias de reloj acortando los tiempos de acceso de las células de memoria en comparación con la memoria DDR convencional. Esto es necesario dada la gran cantidad de datos que tienen que procesar las tarjetas gráficas.

## Estandarización

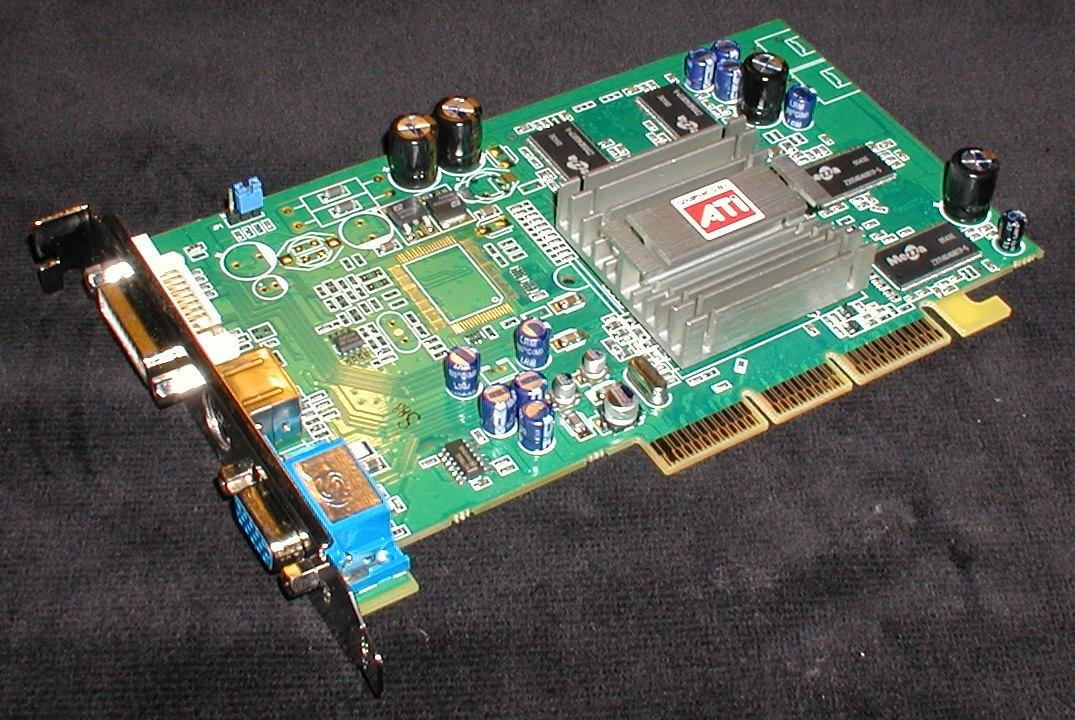
ATI Radeon9250. Esta tarjeta usaba módulos GDDR.

Las normas de estandarización sobre son dictadas por JEDEC. Debido a que las tarjetas gráficas tienen que procesar grandes cantidades de datos en los ordenadores de sobremesa y portátiles, principalmente porque los juegos 3D producen gigantescas cantidades de datos de las imágenes a computar, el ancho de banda iba de 1,2 a 30,4 GB/s. Análogo a la memoria RAM convencional, en este caso también vale que a más memoria de gráficos, mayor velocidad, con 357 pines, sin embargo la cantidad de memoria no es el factor más importante para determinar el desempeño de una tarjeta gráfica. Estas memorias funcionaban con 2,5 voltios, tenían una frecuencia efectiva entre 166 y 950 MHz, y latencias de 4 a 6 ns.

## Generaciones

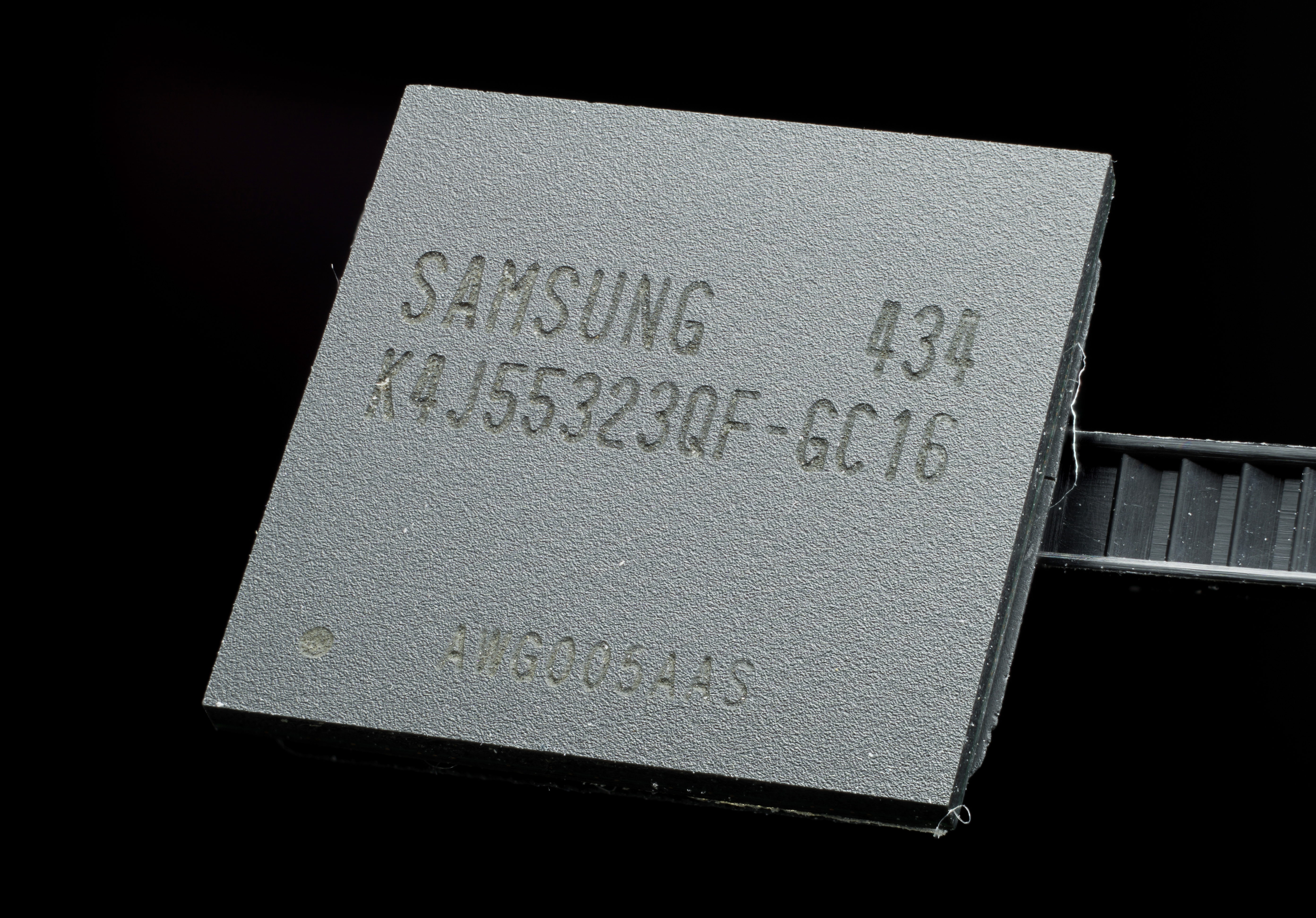
Samsung GDDR3 de 256 MBit
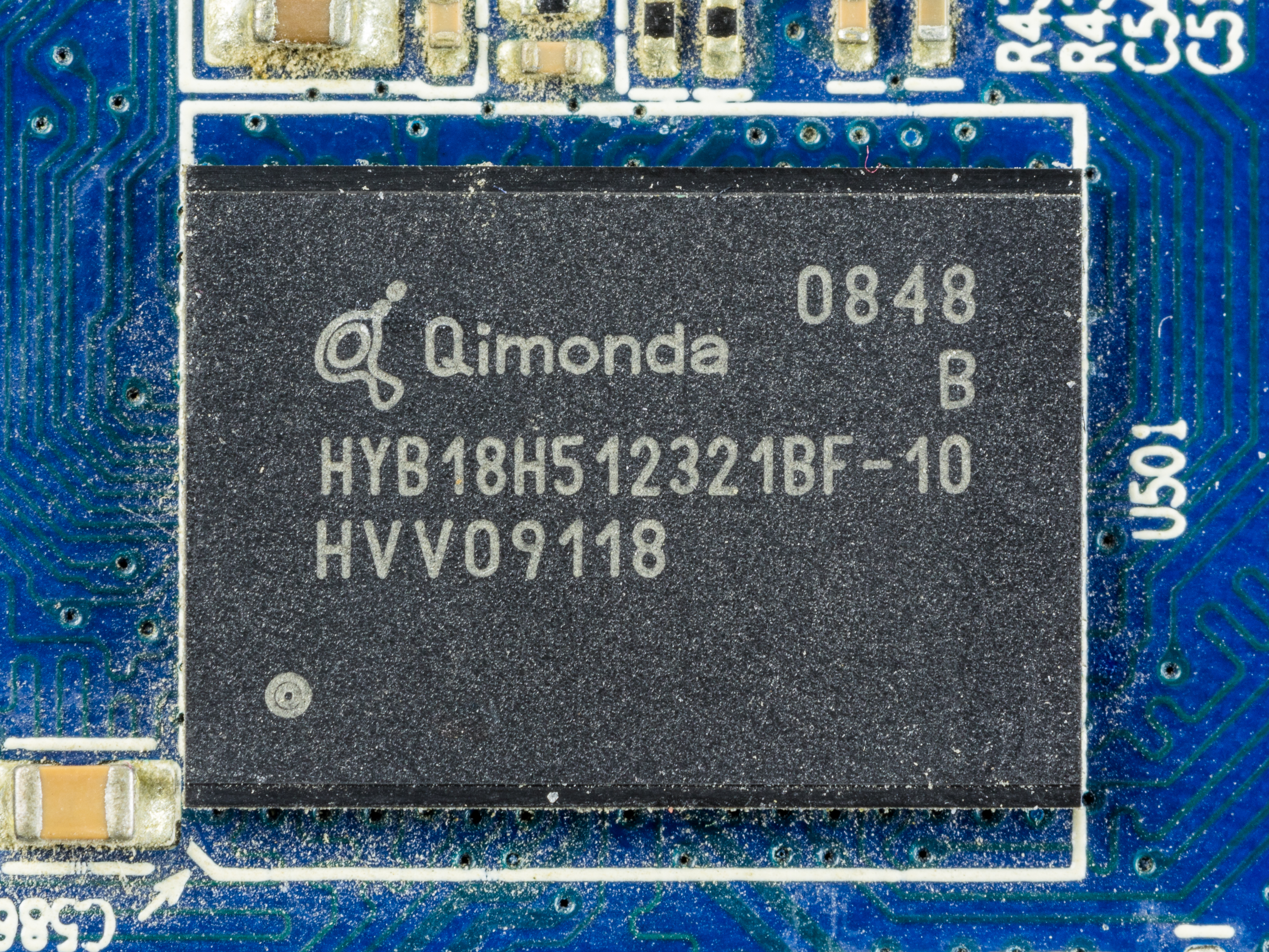
Qimonda GDDR3 SDRAM de 512 MBit
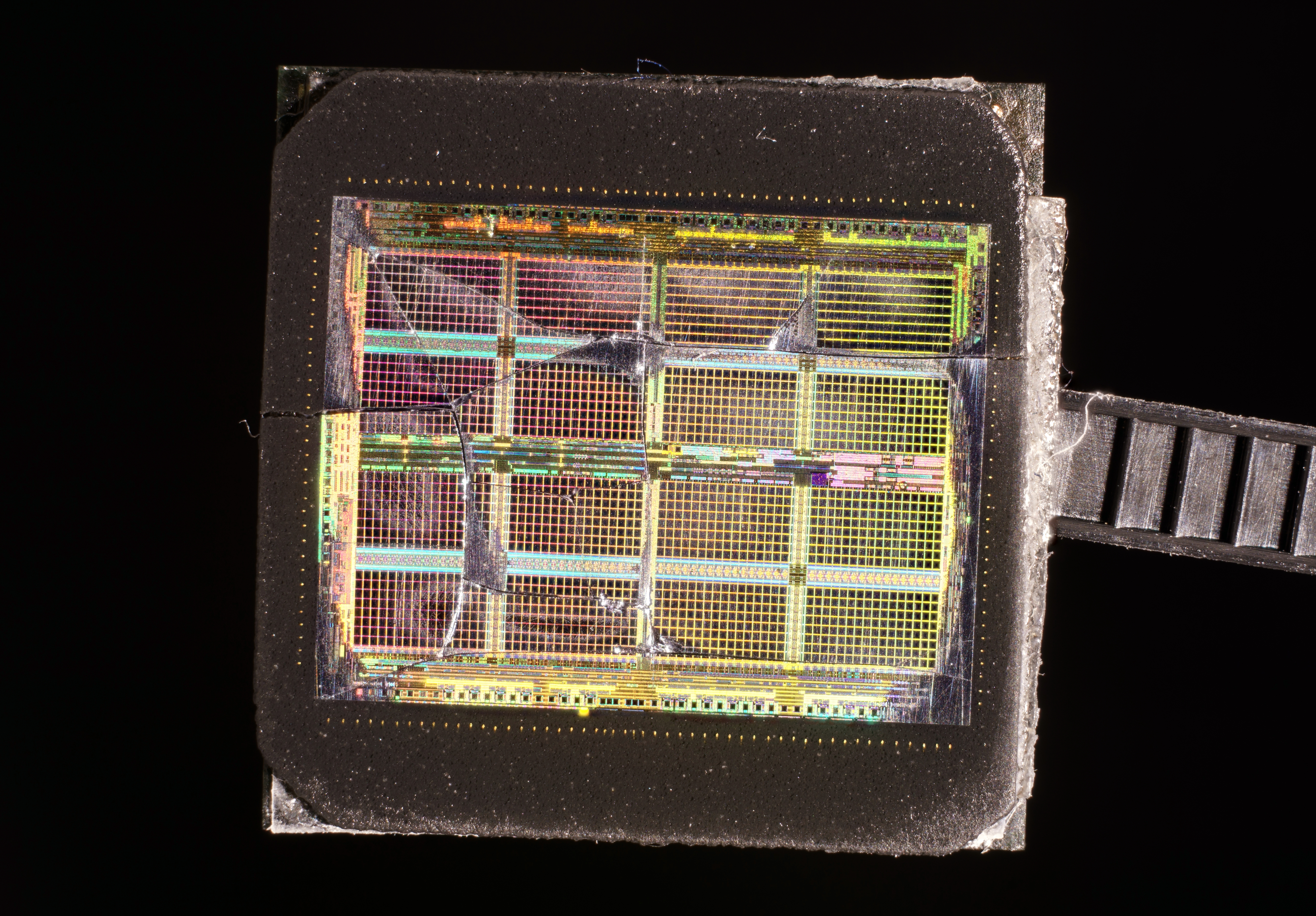
Dentro de un Samsung GDDR3 de 256 MBit

### DDR SGRAM
GDDR se conocía inicialmente como DDR SGRAM (double data rate synchronous graphics random-access memory). Samsung Electronics lo introdujo comercialmente como un chip de memoria de 16 Mb en 1998.